# Hypermnestre
Pour les articles homonymes, voir Hypermnestre (homonymie).
Dans la mythologie grecque, Hypermnestre (en grec ancien Ὑπερμνήστρα / Hupermnếstra) est l'aînée des Danaïdes, qui s'illustra en refusant de tuer son mari Lyncée fils d'Égyptos comme son père Danaos le lui demandait.

## Mythe

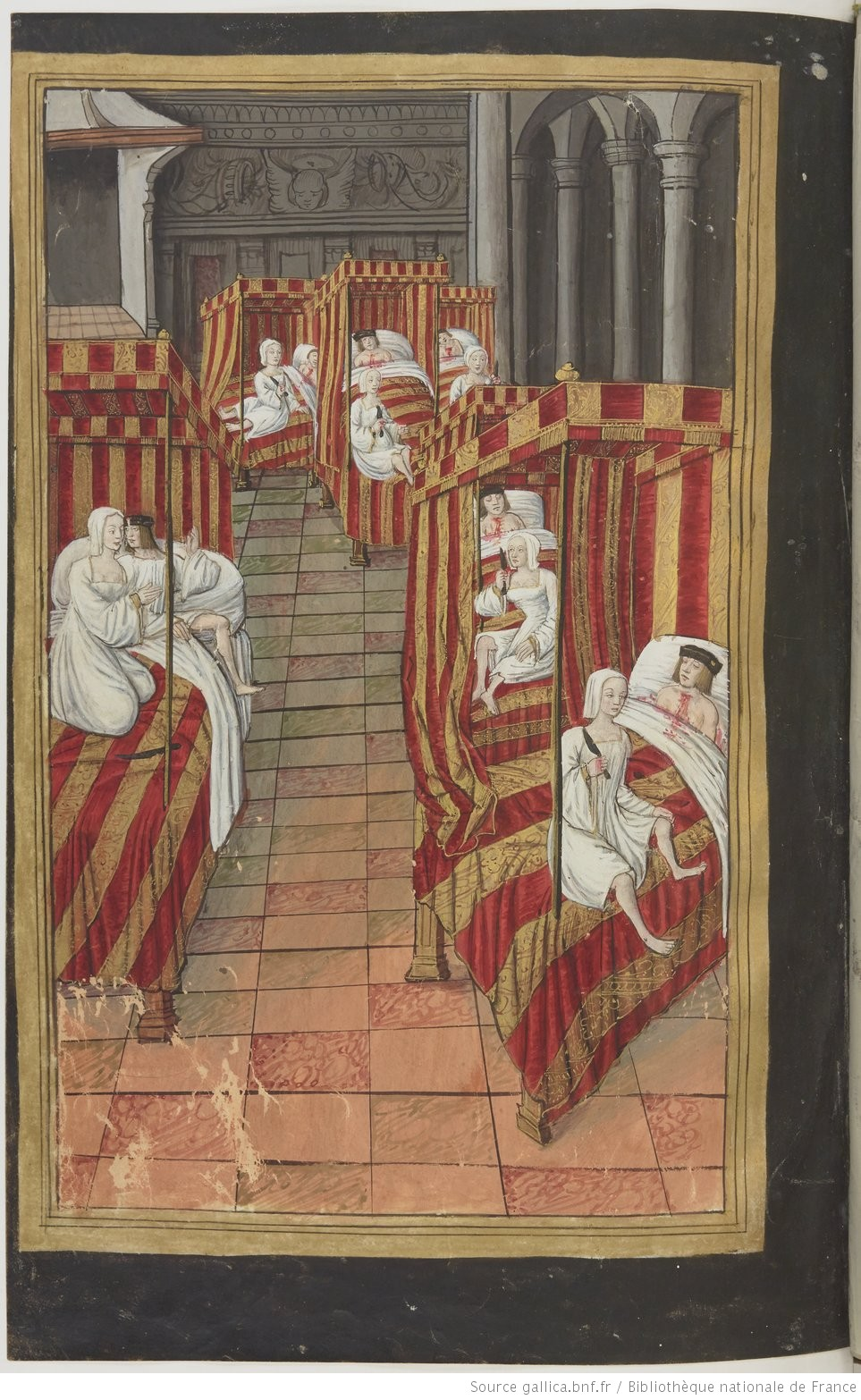
Danaïdes tuant leurs maris, manuscrit des Héroïdes d'Ovide (traduction d'Octavien de Saint-Gelais, XVI), BnF, miniature de Robinet Testard.

En guise de réconciliation après une querelle, Danaos, roi d'Argos, accepte de marier ses cinquante filles aux cinquante fils de son frère Égyptos, roi éponyme. Mais c'est un piège : lors de la nuit des noces, les fiancées sont munies d'épingles à cheveux, pour tuer leurs amants.
Alors que toutes ses sœurs, obéissant à leur père, tuent leurs maris, Hypermnestre laissa la vie sauve à Lyncée, celui qui lui était destiné,,. C'est sur l'explication de ce geste que les traditions divergent : elle a respecté la vie de son mari, parce qu'il n'avait de son côté pas porté atteinte à sa virginité ; ou parce qu'elle jugeait immoral le crime qu'on lui demandait ; ou encore, fléchie par l'amour.

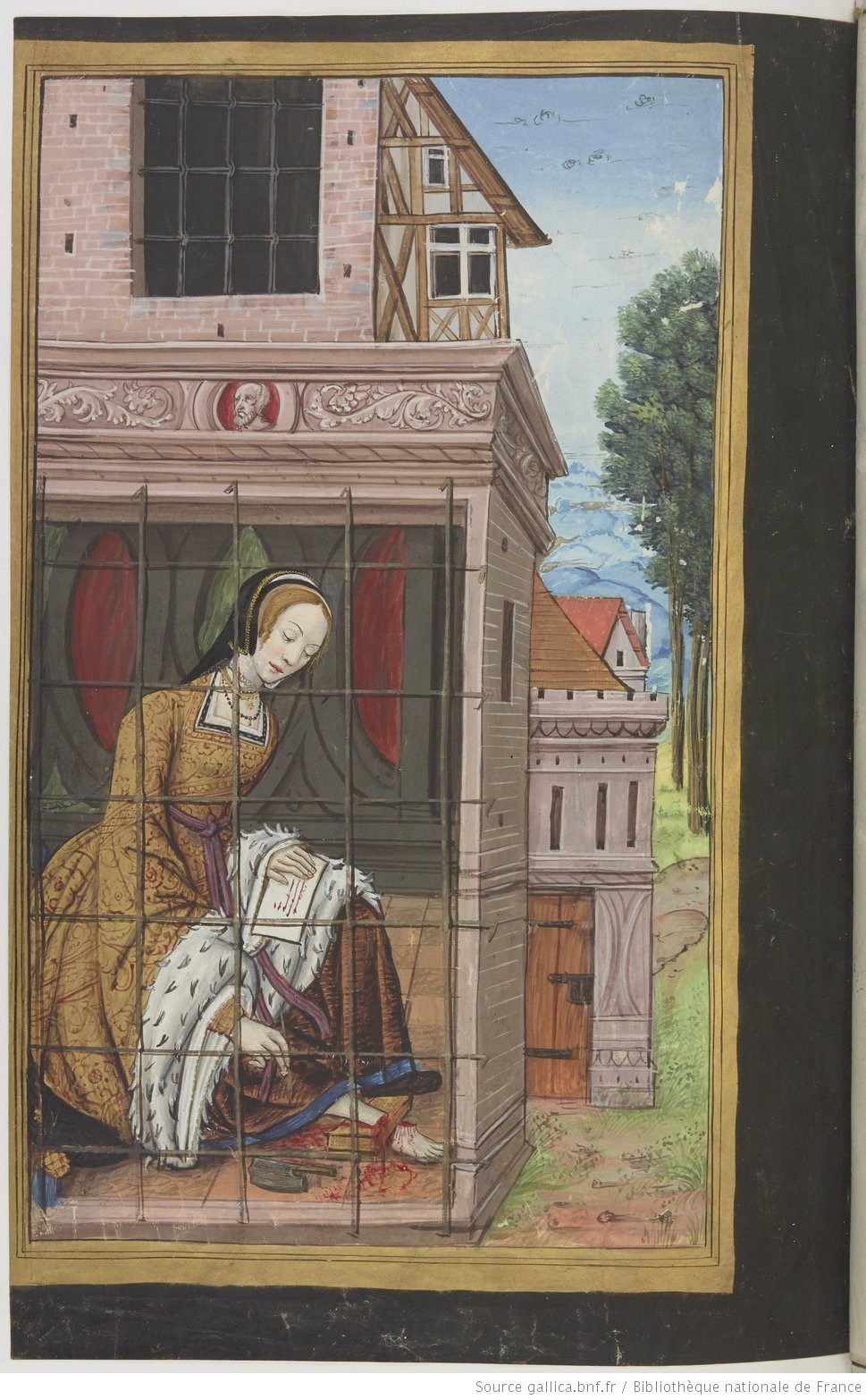
Hypermnestre écrivant,

Furieux, Danaos la fit comparaître devant les juges de la ville, mais ceux-ci la reconnurent finalement innocente. Plus tard, après la vengeance de Lyncée qui tua ses quarante-neuf belles-sœurs et son beau-père, Hypermnestre régna à ses côtés sur Argos, lui donnant un fils, Abas.

## Postérité
Alors que chez les Grecs Hypermnestre n'apparaît que par allusion et comme nœud d'un conflit entre deux familles ou deux divinités, le personnage prend de la consistance chez les auteurs latins. Ainsi Ovide lui laisse une place dans les Héroïdes. Et Horace lui consacre une ode qui contient ces vers célèbres :
| « Vna de multis face nuptiali digna periurum fuit in parentem splendide mendax et in omne uirgo nobilis aeuom » | « Seule digne de la torche nuptiale, elle fut envers son père parjure une menteuse sublime et de tous les temps la demoiselle la plus noble. » |

C'est cette transformation du personnage qui permet son apparition dans le Des femmes célèbres de Boccace, puis dans plusieurs tragédies et opéras,. Hypermnestre est en particulier le titre d'une tragédie lyrique composée en 1716 par Charles-Hubert Gervais.

## Musique
- Hypermnestre, tragédie lyrique sur un livret de J de la Font, de Charles-Hubert Gervais (1716).